# Przemyśl

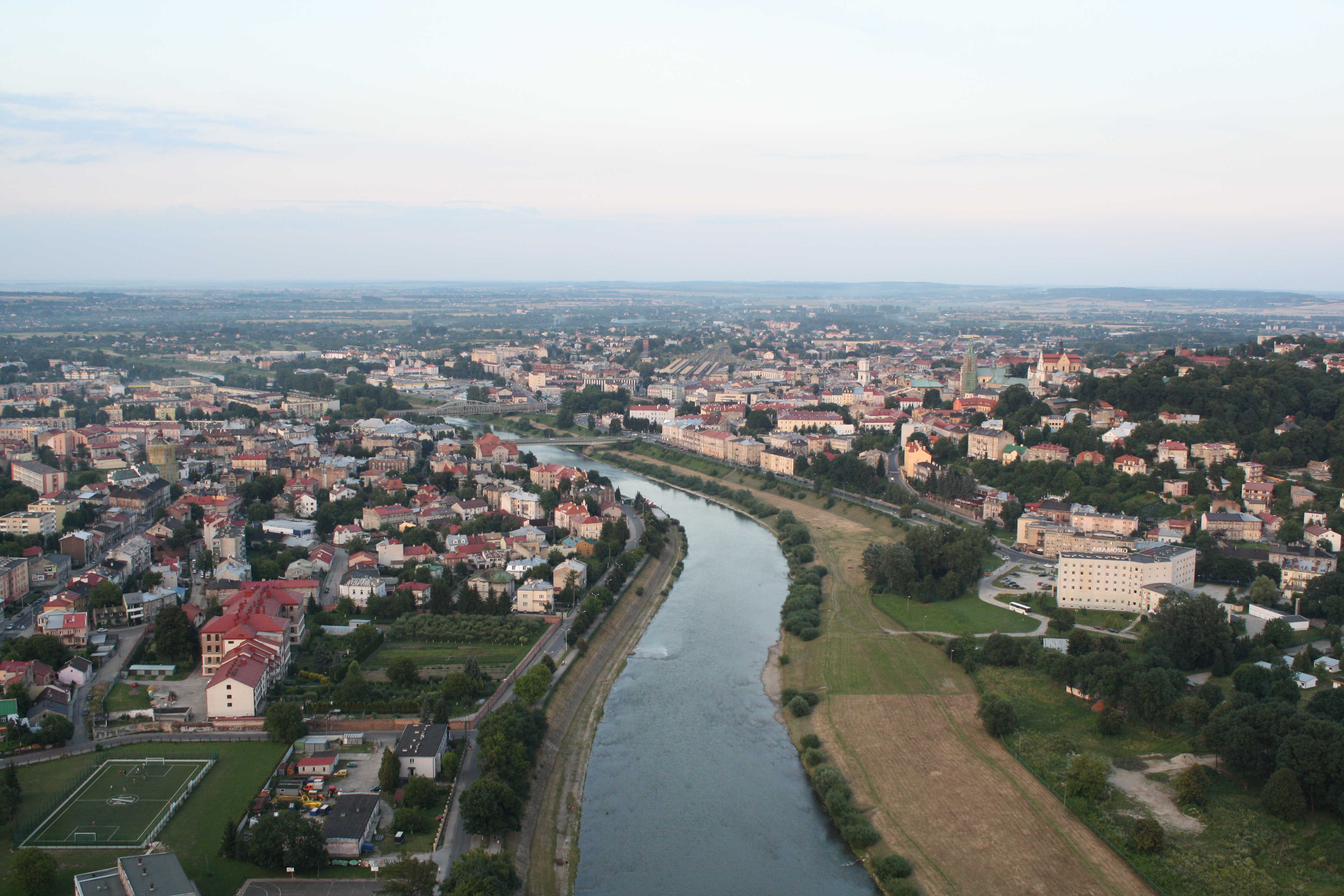
Luchtfoto van Przemyśl uit het westen.

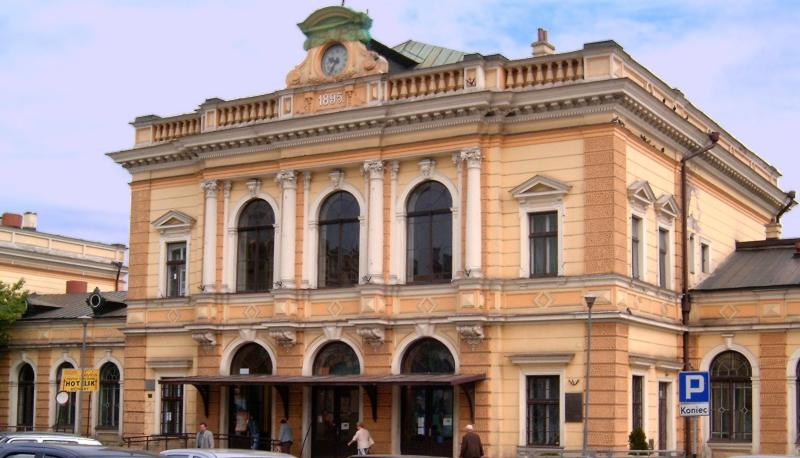
Centraal station.

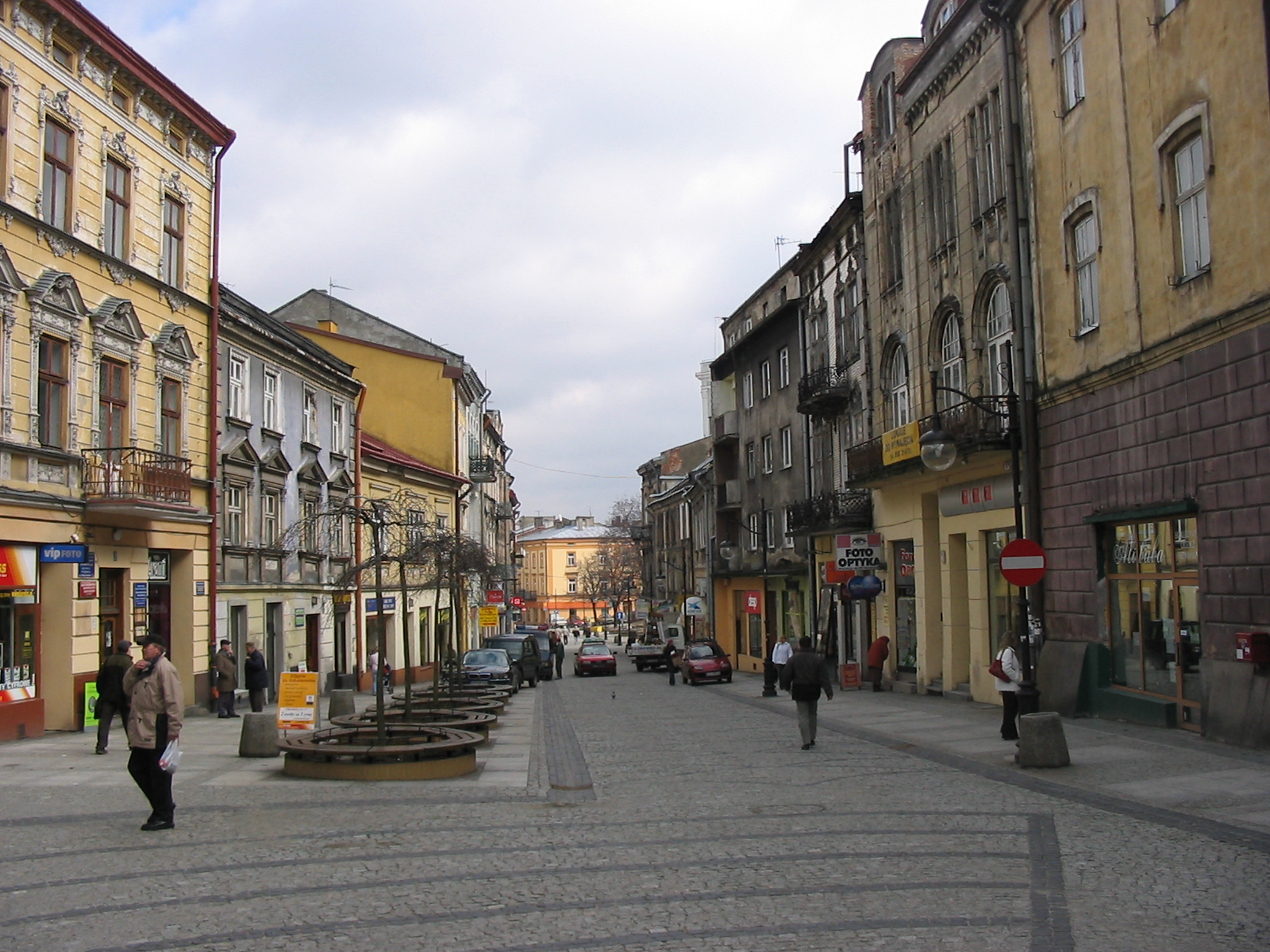
Franciszkańska-straat in Przemyśl.

Przemyśl (Oekraïens: Перемишль) is een stad in het Poolse woiwodschap Subkarpaten. Het is een stadsdistrict. De oppervlakte bedraagt 46,18 km², het inwonertal 59.779 (2021).

## Geschiedenis
Przemyśl (Psjemysl) wordt voor het eerst genoemd in 981 als een van de vestingen van Tsjerven, toen Vladimir van Kiev in een militaire campagne de bolwerken aan de grens met het land van de Ljachen veroverde.
In de dertiende eeuw werd dit rijk door Mongoolse invasies vernietigd en werd de stad door Polen veroverd. In Oostenrijk-Hongarije was de stad onderdeel van het kroonland Galicië-Lodomerië.
Aan het begin van de Eerste Wereldoorlog waren er 140.000 soldaten gelegerd. Na de door de Russen gewonnen Slag bij Lemberg werd de stad meer dan 100 dagen belegerd en uiteindelijk door het Russische leger ingenomen. Tijdens de bezetting vinden verscheidene pogroms plaats onder de joodse bevolking tot de stad in 1915 wordt heroverd door Oostenrijk-Hongaarse en Duitse troepen. Na de oorlog wordt Przemyśl hoofdstad van de onafhankelijke West-Oekraïense Volksrepubliek maar al snel wordt het door Polen ingenomen.
Als resultaat van de Poolse Veldtocht werd Przemyśl  eind september 1939 in tweeën gesplitst, waarbij de westoever van de San werd bezet door Duitse troepen en de oostoever door de Sovjet-Unie.
Aan het begin van de Tweede Wereldoorlog wonen er tussen de Poolse bevolking ongeveer een derde Joden. Tussen 15 en 19 september 1939 worden er door troepen van de SD 600 joden vermoord en gedurende de oorlog verdwijnt het grootste deel van de Joodse bevolking.
In de naoorlogse periode liep de grens slechts een paar kilometer ten oosten van de stad, waardoor het van een groot deel van het economische achterland was afgesneden. Als gevolg van de moord op joden in de Holocaust en de naoorlogse verdrijving van Oekraïners (in de Operatie Vistula of akcja Wisła), daalde de bevolking van de stad tot 24.000, bijna volledig Pools. De stad verwelkomde echter duizenden Poolse migranten uit Kresy (oostelijke grensgebieden) die door de Sovjets waren verdreven. Hun aantal bracht de bevolking van de stad terug op het vooroorlogse niveau.

## Bezienswaardigheden
- Gebouw van de voormalige Grieks-katholieke kweekschool
- Grafheuvel Kopiec Tatarski
- Kasteel van Casimir (III de Grote) uit de veertiende eeuw
- Monument van Orlęta Przemyskie-soldaten
- Monument van Adam Mickiewicz
- Monument van Jan III Sobieski
- Muzeum Dzwonów i Fajek - museum

## Cultuur
- Regionale televisie Toya
- Regionale radio Eska Przemyśl
- "Młodzieżowy Dom Kultury" - cultuurvereniging voor jongeren
- Kino "Centrum" - 3D bioscoop
- Teatr „Fredreum” - theater bij Kazimierz Wielki-kasteel

## Geboren
- Zdzisław Styczeń (1894-1978), voetballer
- Józef Kałuża (1896-1944), voetballer
- Zygmunt Ziober (1956-2025), voetbalscheidsrechter
- Jerzy Podbrożny (1966), voetballer en voetbalcoach

## Stedenbanden
- Paderborn, Duitsland (1993)
- South Kesteven, regio in Groot-Brittannië (1993)
- Lviv, Oekraïne (1995)
- Kamjanets-Podilsky, Oekraïne (1997)
- Eger, Hongarije (2003)
- Truskavets, Oekraïne (2004)
- Mostyska, Oekraïne (2008)
- Humenné, Slowakije (2010)

Stadsdistricten:
Rzeszów · Tarnobrzeg · Przemyśl · Krosno

Districten:
Bieszczady · Brzozów · Dębica · Jarosław · Jasło · Kolbuszowa · Krosno · Łańcut · Lesko · Leżajsk · Lubaczów ·  Mielec · Nisko · Przemyśl · Przeworsk · Ropczyce-Sędziszów · Rzeszów · Sanok · Stalowa Wola · Strzyżów · Tarnobrzeg

Grootste steden:
Dębica · Jarosław · Jasło · Krosno · Mielec · Przemyśl · Rzeszów · Sanok · Stalowa Wola · Tarnobrzeg
1. ↑  (pl) GUS, Ludność. Stan i struktura ludności oraz ruch naturalny w przekroju terytorialnym (stan w dniu 31.12.2020). stat.gov.pl. Geraadpleegd op 25 december 2021.